# Elzalia federici
Elzalia federici is een rondwormensoort uit de familie van de Xyalidae. De wetenschappelijke naam van de soort is voor het eerst geldig gepubliceerd in 1990 door Castillo-Fernandez & Lambshead.